# Амацукадзэ (эсминец, 1940)
Амацукадзэ (яп. 天津風 небесный ветер) — японский эсминец типа «Кагэро».
Заложен 14 февраля 1939 года на токийской верфи «Урага». Спущен на воду 19 октября 1939 года, вошёл в строй 26 октября 1940 года.
В отличие от других эсминцев типа «Кагэро», Амацукадзэ получил котлы новейшего облегчённого типа, имевшие большую температуру пара и давление, чем стандартные. Участвовал в сражении в Яванском море, в боях у Гуадалканала и у Соломоновых островов. 6 апреля 1945 года потоплен американскими бомбардировщиками В-25 южнее Тайваня при сопровождении линкора IJN Ямато в точке 24°30′ с. ш. 118°10′ в. д..

## Проектирование
В связи с отказом Японии присоединиться к итоговому документу Лондонской морской конференции при проектировании эсминца стало возможным снять ограничения по тоннажу. Был разработан проект, согласно которому эсминец должен был иметь:
- скорость более 36 узлов;
- дальность плавания 5000 миль при скорости 18 узлов;
- вооружение шесть 127-мм орудий;
- стандартные размеры корпуса;
- систему определения удаления и скорости цели для наведения торпед типов 93-97.

Проект получил название Кагэро.

## Постройка корабля
Эсминец Амацукадзэ был заложен 14 февраля 1939 года на верфи Майдзуру и стал одиннадцатым представителем типа Кагэро.

## Устройство
Обводы корпуса были усовершенствованы, что позволило повысить пропульсивный коэффициент. Амацукадзэ получил паровые котлы новейшего типа, имевшие большую температуру пара и давление, чем стандартные. Новая энергетическая установка мощностью около 52 000 л.с. была легче, чем на других эсминцах того же типа. Турбины располагались друг за другом в едином отсеке. Топливо размещалось в междудонном пространстве и в большом отсеке перед первым котельным отделением.

## Вооружение
Вооружение было аналогичным с другими кораблями того же типа и состояло из шести 127-мм орудий в трёх спаренных установках с углом возвышения 55° и двух четырёхтрубных 610-мм торпедных аппаратов с запасными торпедами, которые располагались перед носовым торпедным аппаратом симметрично по бокам от первой трубы.

### Вспомогательная/зенитная артиллерия
Зенитная артиллерия на Амацукадзэ была представлена двумя спаренными зенитными орудиями Type 96 25-мм AT/AA.

### Минно-торпедное вооружение
На эсминце было установлено два четырёхтрубных 610-мм торпедных аппарата, которые заряжались 610-мм торпедами Type 93, которые назывались «Длинное копье». Эсминец комплектовался 16-ю торпедами.
Противолодочное вооружение состояло из 2-х бомбомётов и 16-и глубинных бомб Type 95.

## Модернизация
В конце 1942 года во время ремонта после битвы за Гуадаканал, была проведена модернизация эсминца. Перед мостиком была установлена дополнительная 25-мм зенитная установка, кормовая установка была заменена на строенную. Также мостик был оборудован радаром для увеличения эффективности зенитной артиллерии.

## История
В ноябре 1941 года Амацукадзэ был отправлен в Палау и вошёл в состав 16-го дивизиона эсминцев 2-го Императорского флота, который осуществлял операции в районе Южных Филиппин.
С января по февраль 1942 года эсминец принимал участие во вторжениях на Менадо, Кендари, Амбон и Тимор, а также осуществлял рейды в районе Индонезии. 27 февраля эсминец принял участие в торпедных атаках в сражении в Яванском море.
1 марта Амацукадзэ было поручено эскортировать на Борнео плавучий госпиталь голландского флота OP TEN NOORT.
В течение марта в Яванском море Амацукадзэ участвовал в потоплении американской подводной лодки PERCH. Некоторые источники указывают, что потоплена была голландская подлодка K.10.
С 31 марта эсминец эскортировал корабль Натори, который буксировал в бухту Бантам торпедированный крейсер Нака.
3-6 июня Амацукадзэ принимал участие в эскорте войск, направлявшихся к атоллу Мидуэй.
В августе того же года эсминец был переведен к острову Трук.
24 августа 1942 года эсминец вёл боевые действия в районе Соломоновых островов, затем осуществлял эскорт авианосца Рюдзё и тяжёлого крейсера Тонэ. После потопления авианосца экипаж корабля принимал участие в спасении команды авианосца и экипажа сбитого бомбардировщика с авианосца Дзуйкаку.
12-13 ноября 1942 года Амацукадзэ участвовал в первой битве за Гуадаканал. Во время ночного боя эсминец потопил американский эсминец BARTON. Однако, попав под артиллерийский огонь крейсера HELENA, получил тяжелые повреждения и был направлен на ремонт и модернизацию. В этом бою погибло 43 члена экипажа.
В январе-мае 1943 года эсминец участвовал во многочисленных рейдах между Палау и Новой Гвинеей.
16-24 августа эсминец осуществлял эскорт Ямато при его передислокации из Куре на Трук.
11-16 января 1944 года во время эскорта танкеров из Модзи в Сингапур эсминец получил тяжелые повреждения, в результате попадания торпеды с подводной лодкой американского флота Redfin: была сильно разрушена носовая часть и погибло 80 членов команды. Корабль остался на плаву и был обнаружен патрульным самолетом только через 6 суток.
В ноябре 1944 прибыл в Сингапур, где ему был установлен временный нос.
В дальнейшем корабль использовался только для местных поручений.

## Гибель
6 апреля 1945 года в 11:40 Амацукадзэ был атакован бомбардировщиками В-25 к югу от Тайваня.
В 12:30 эсминец получил 3 прямых попадания бомбами от В-25. В дополнение были получены повреждения от большого числа, попавших ракет. Эсминец потерял ход, пытаясь бороться с пожаром на корме. Огонь бушевал до ночи, корабль продолжал дрейфовать. 45 членов экипажа погибло.
Попытки спасти корабль продолжались до 8 апреля. 10 апреля он был затоплен.
Амацукадзэ был выведен из состава японских ВМС 10 августа 1945 года.

## Командиры
- Хара Тамэити (октябрь 1941 — 10 января 1943)
- Лейтенант Танака Масао (11 ноября 1943 — 10 января 1944)
- Капитан Сасаки Таканобу (15 марта 1944 — 2 сентября 1944)
- Капитан Хасэбэ Ёсидзо (2 сентября 1944 — 10 февраля 1945)
- Лейтенант Морита Томоюки (10 февраля 1945 — 10 апреля 1945)